# Julus distinctus
Julus distinctus är en mångfotingart som beskrevs av Lucas 1846. Julus distinctus ingår i släktet Julus och familjen kejsardubbelfotingar. Inga underarter finns listade i Catalogue of Life.